# Ващенко, Андрей Александрович
Андрей Александрович Ващенко (род. 15 декабря 1971, Волгоград) — ректор Волгоградского института бизнеса, доцент по кафедре менеджмента, Уполномоченный по правам предпринимателей в Волгоградской области (2013—2016).

## Биография
Родился 15 декабря 1971 года в Волгограде. В 1994 году окончил Волгоградский государственный университет (специальность — история). Проходил службу в Вооружённых Силах Российской Федерации (1994—1995). В середине девяностых годов работал руководителем в бизнес-структурах. С 2002 заместитель директора, затем директор НОУ СПО «Волгоградский колледж бизнеса». С марта 2003 года по настоящее время является ректором НОУ ВПО «Волгоградский институт бизнеса». В 2000 году после защиты в Московском университете потребительской кооперации диссертации «Развитие потенциала персонала управления в организациях потребительской кооперации» Ващенко присуждена учёная степень кандидата экономических наук. В 2002 году присвоено учёное звание доцента по кафедре менеджмента. Докторскую диссертацию по экономике защитил в 2009 году (научная тема: «Человеческие ресурсы России: Современные аспекты развития воспроизводственного процесса»).
Сфера научных интересов: экономическая теория, экономика и управление народным хозяйством. В своей научной деятельности Андрей Александрович разрабатывал новые методические подходы к развитию потенциала управления потребительской кооперации, концепции воспроизводства человеческих ресурсов в современных российских условиях. Под его научным руководством в 2009 году досрочно защитился первый аспирант института.

## Общественная работа
С 2009 года член экспертного совета комитета по образованию и науке Государственной Думы РФ. В феврале 2013 года губернатором Волгоградской области Сергеем Боженовым был назначен на должность уполномоченного по правам предпринимателей в Волгоградской области, которую занимал до 1 марта 2016 года. 3 апреля 2015 года вошёл в состав рабочей группы Министерства образования и науки РФ по вопросам деятельности частных образовательных организаций высшего образования РФ.

## Основные публикации
Выпустил более 35 публикаций, в том числе 26 научных.
- Ващенко А. А. Формирование регионального механизма воспроизводства человеческих ресурсов (на примере Волгоградской области) // Региональная экономика: теория и практика. — 2009.-№ 2.
- Ващенко А. А. Качество жизни как важнейший приоритет экономического развития// Креативная экономика. — 2008. — № 10.
- Ващенко А. А. Волгоградская область: особенности рынка труда и политики занятости//Человек и труд. — 2008. — № 11.
- Ващенко А. А. Уровень и качество жизни в России: новые акценты в содержании и оценке// Экономические науки. — 2008. — № 7.
- Ващенко А. А. Воспроизводство человеческих ресурсов как основная цель общественного развития// Экономические науки. — 2008. — № 8.
- Ващенко А. А. Национальное наследство: о социально-экономическом развитии человеческого ресурса нового поколения // Предпринимательство. — 2007. — № 4.
- ВащенкоА.А. Человеческие ресурсы: региональный аспект // Предпринимательство. — 2007. — № 5

## Награды и звания

### Награды
- Благодарственное письмо Главы Администрации Волгоградской области (2000 год).
- Почётная грамота Главы Администрации Волгоградской области (1999 год).
- Почётная грамота Центросоюза потребительских обществ России.
- Почётная грамота администрации города Волгограда (17 ноября 2004 год).
- Почётная грамота Министерства Образования РФ (22 декабря 2004 год).
- Золотая медаль «Лауреата ВВЦ (ВДНХ)» за инновации в образовании (2006 год, 2007 год).
- Почетная грамота министерства образования и науки РФ.
- Почетный работник высшей школы.

### Звания
- «Почётный работник СПО Волгоградской области» (26 декабря 2006 года).

## Личная жизнь
Женат, воспитывает двух сыновей и дочь.